# Guagno
Guagno (in corso Guagnu) è un comune francese di 161 abitanti situato nel dipartimento della Corsica del Sud nella regione della Corsica.

## Società

### Evoluzione demografica
Abitanti censiti